# Mellösa landskommun
Mellösa landskommun var en tidigare kommun i Södermanlands län.

## Administrativ historik
Den 1 januari 1863, när kommunalförordningarna började tillämpas, skapades över hela riket cirka 2 500 kommuner, varav 89 städer, 8 köpingar och resten landskommuner. Då inrättades i Lilla Mellösa socken i Villåttinge härad i Södermanland denna kommun. Prefixet Lilla slopades 1932.
1952 genomfördes den första av 1900-talets två genomgripande kommunreformer i Sverige. Den innebar för Mellösas del ingen förändring, men vid nästa indelningsreform, 1971, upphörde kommunen och dess område tillfördes Flens kommun.

### Kyrklig tillhörighet
I kyrkligt hänseende tillhörde kommunen Mellösa församling.

## Kommunvapnet
Blasonering: Sköld, kluven av grönt, vari en tall av guld med röda kottar, och av guld, vari två gröna sädesax bredvid varandra över en svart gryta med lock.

## Geografi
Mellösa landskommun omfattade den 1 januari 1952 en areal av 125,04 km², varav 114,52 km² land. Efter nymätningar och arealberäkningar färdiga den 1 januari 1961 omfattade landskommunen samma datum en areal av 125,23 km², varav 115,35 km² land.

### Tätorter i kommunen 1960
| Tätort       | Folkmängd |
| ------------ | --------- |
| Hälleforsnäs | 2 664     |
| Mellösa      | 439       |

Tätortsgraden i kommunen var den 1 november 1960 75,6 procent.

## Politik

### Mandatfördelning i valen 1938-1966
| 13 | 4 | 4 |

| 21 |

| 14 | 7 |

| 19 |

| 1 | 14 | 6 |

| 18 | 3 |

| 1 | 14 | 2 | 3 | 1 |

| 16 | 5 |

| 15 | 2 | 2 | 2 |

| 17 | 4 |

| 14 | 3 | 2 | 2 |

| 17 | 4 |

| 14 | 3 | 2 | 2 |

| 17 | 4 |

| 14 | 3 | 2 | 2 |

| 16 | 5 |